# Antonio Álamo
Antonio Álamo (Còrdova, 1964) és escriptor, dramaturg i director teatral espanyol. Autor d'una dotzena d'obres teatrals, ha dirigit el Teatre Lope de Vega de Sevilla entre 2004 i 2011.

## Biografia
Nascut a Còrdova (Espanya) el 1964, aviat els seus pares van emigrar a Madrid. Amb 17 anys es va instal·lar a Sevilla. Llicenciat en Dret per la Universitat de Sevilla, des de molt jove va mostrar interès pel teatre, del que es va convertir en autor, actor i director.

## Trajectòria
Codirector de la companyia de teatre El Vestit de Artaud, ha treballat com a ajudant d'adreça d'Alfonso Atonyino i Jesús Cracio. Va ser nomenat al juliol de 2004 director del Teatre Lope de Vega de la capital sevillana.
Autor de comèdies brillants, ha escrit una dotzena de peces teatrals des de 1991, entre les quals destaquen la trilogia formada pels borratxos (1993), Els malalts i Jo Satán. En 2006 va col·laborar amb la posada en escena de l'obra El príncep tirà, de l'autor renaixentista Juan de la Cova, pel Centre Andalús de Teatre (CAT) de Sevilla. Dirigida per Pepa Gamboa, aquesta trama de cobdícia, ambicions i contradiccions de l'ésser humà va ser refosa per Antonio Àlber de dos llibrets originals, La comèdia del príncep tirà i La tragèdia del príncep tirà.
Amb la seva obra Vint-i-cinc anys menys un dia, escrita en 2005 i que es va estrenar el 17 de setembre de 2011 en el Teatre Español de Madrid, ha volgut fer un homenatge al teatre anglès. En 2007 va escriure Cantant sota les bales, un diàleg impossible entre Millán Astray i Miguel de Unamuno. En 2009 va escriure al costat de Juan Carlos Rubio l'obra La ciutat de tots els temps, sobre textos de Borges i música de les Mil i una Nits, un projecte amb el qual la capital cordovesa reforçava la seva candidatura a la Capitalitat Cultural Europea 2016.
En 2012 va escriure La cobla negra, una obra que se situa a Cadis, "el sud del sud", i que té per protagonistes a un grup de chirigoteros. Es va estrenar a Còrdova el 22 de març de 2013.
A l'octubre de 2015 va estrenar Juanita Calamitat, una comèdia gens blanca que en opinió de l'autor "ve a ser una espècie de antiYerma, una mestra poc inclinada a la maternitat i a qualsevol cosa que comporti compromís". L'estrena va tenir lloc en el Teatre Palacio Valdés d'Avilés (Astúries) i els actors principals van ser: Ana López Segòvia (Juanita Calamitat), Teresa Quintero i Alejandra López Segòvia.

## Estètica i teatralitat
Antonio Álamo pertany a la dramatúrgia del mil·lenni, una generació teatral hereva de les avantguardes, de Samuel Beckett o de Fernando Raval i que ha crescut entorn del premio "Marquès de Bradomín". En ella s'inclouen els asturians Maxi Rodríguez, José Bust, David Desola o Borja Ortiz. Una generació a la vora del digital, que busseja en la tradició espanyola (com José Luis Alonso de Santos o Fermín Total), però que es considera buida sense una relat de les coses. En paraules d'Àlber, que sent "la necessitat d'un món amb ficció".

## Premis
Antonio Álamo ha obtingut els premis següents:
- 1991 premi Marquès de Bradomín, per l'orella esquerra de Van Gogh.
- 1993 premi Tirso de Molina i finalista del Premi Nacional de Literatura Dramàtica, pels borratxos.
- 1995 premio Caixa d'Espanya de Teatre Breu.
- 1995 premi Ercilla.
- 1996 premio Llengua de Drap de Narrativa, per Breu història de la immortalitat.
- 1996 Premi Born de Teatre del Cercle Artístic de Ciutadella, pels malalts.
- 2004 premi Jaén de Novel·la, per l'incendi del paradís.
- 2005 Cordobés de l'Any, per l'Associació Cultural Al-Ándalus de Palma del Riu.[11][12]

## Obres

### Novel·les
Antonio Álamo va publicar Breu història de la immortalitat (Premio Llengua de Drap de Narrativa 1996, editat per Llengua de Drap) i ha col·laborat en els llibres de relats Pàgines Grogues (Llengua de Drap, 1998) i Danys col·laterals (Llengua de Drap, 2002). En 1998 va publicar la seva segona novel·la, Una bona idea, en l'editorial Planeta. En ella usa la veu d'un nen per criticar la solemnitat literària. A l'any següent apareix Qui s'ha pixat en el meu llit? (Llengua de Drap, 1999). També ha publicat un llibre de relats, Els gossos i els gats. Ha publicat també la novel·la Nata Sóc (2001), novel·la sobre la qual s'ha basat per realitzar la seva obra teatral Jo Satán. El 2004 va veure la llum la novel·la L'incendi del paradís en l'editorial Mondadori.

### Teatre
- L'orella esquerra de Van Gogh (1991).
- Forats (1992)
- Els borratxos, premi Tirso de Molina 1993.[17]
- Passos (1996), premi Palencia.
- Els malalts (1996)
- Gran com una tomba (2000)
- Caos (2002)
- Vint-i-cinc anys menys un dia (2005), premi Born del Cercle Artístic de Ciutadella.
- Cantant sota les bales (2007)
- La ciutat de tots els temps (2009), en col·laboració amb Juan Carlos Rubio.
- Jo Satán (2010)
- La cobla negra (2012).[18]
- Juanita Calamitat (2015)